# Nakatindi Wina
La princesse Nakatinda Wina, née Nakatindi Miriam Nganda le 15 février 1945 et morte le 5 avril 2012 au Mills Park Hospital de Johannesbourg (Afrique du Sud), est une femme politique zambienne.

## Carrière
Nakatindi Miriam Nganda est née le 15 février 1945 à Mongu en Zambie, petite-fille du roi du Barotseland, Yeta III (en). Elle reçoit son éducation entre Lukasa et Londres.
Nakatinda Wina est la première femme élue à l'Assemblée nationale en 1964. Elle est ministre d'État du Tourisme entre 1992 et 1993, puis ministre du Développement communautaire et du Bien-être social de 1993 à 1994.
En 1998, elle est arrêtée et emprisonnée par le président Frederick Chiluba à la suite du coup d'État d'octobre 1997 en tant que directrice du comité féminin du Mouvement pour la démocratie multipartite. Le 9 juin commence son procès pour trahison, avec 78 autres accusés. Après sa libération en décembre, elle raconte avoir été victimes de tortures, de violences sexuelles et de mauvaises conditions de vie qui ont conduit à sa fausse couche à trois mois de grossesse.
En 2000, elle demande aux femmes de boycotter le parlement de l'Union africaine après que certains de ses membres ait proposé qu'une seule femme par pays soit autorisée à siéger.
Elle meurt lors d'une opération cardiaque à Johannesbourg le 5 avril 2012. Elle reçoit des funérailles nationales à la cathédrale de la Sainte-Croix de Lukasa avant d'être enterrée à Mwandi.